# Herb Tarnogrodu
Herb Tarnogrodu – jeden z symboli miasta Tarnogród i gminy Tarnogród w postaci herbu. Wzór herbu pochodzi z pieczęci używanej przez wójta Tarnogrodu w II połowie XVII wieku.

## Wygląd i symbolika

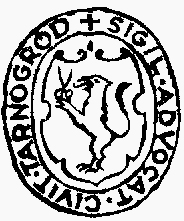
Pieczęć wójtowska miasta Tarnogród (1669)

Herb przedstawia na czerwonym tle stojącego, czarnego gryfa bez skrzydeł, zwróconego w prawą stronę (heraldycznie), trzymającego w łapach nożyce.